# Gare de Saint-Germain - Saint-Rémy
Pour les articles homonymes, voir Saint-Germain.
La gare de Saint-Germain - Saint-Rémy est une halte ferroviaire française fermée de la ligne de Saint-Cyr à Surdon, située sur le territoire de la commune de Saint-Germain-sur-Avre, dans le département de l'Eure (région Normandie), à proximité de Saint-Rémy-sur-Avre, dans le département d'Eure-et-Loir (région Centre-Val de Loire).

## Situation ferroviaire
Établie à 98 m d'altitude, la halte de Saint-Germain - Saint-Rémy est située au point kilométrique (PK) 90,990 de la ligne de Saint-Cyr à Surdon, entre les gares ouvertes de Dreux et de Nonancourt.

## Histoire
Elle est mise en service le 1er octobre 1866 avec l'ouverture de la voie entre la gare de Dreux et la gare de L'Aigle. Le bâtiment voyageurs existe toujours mais il est désaffecté.
En 2015, SNCF estime la fréquentation annuelle à 605 voyageurs.
La halte n'est plus desservie depuis le 4 juillet 2016.